# Krameria tomentosa
Krameria tomentosa är en tvåhjärtbladig växtart som beskrevs av A. St.-hil.. Krameria tomentosa ingår i släktet Krameria och familjen Krameriaceae. Inga underarter finns listade i Catalogue of Life.